# Месть шута
«Месть шута» (англ. A Fool's Revenge) — американский короткометражный драматический фильм Дэвида Уорка Гриффита.

## Сюжет
Придворный шут думает, что герцог преследует его любимую дочь, и планирует убийство герцога. Дочь узнаёт о заговоре и, замаскировавшись в плащ герцога, приносит себя в жертву, чтобы спасти его.

## В ролях
| Актёр            | Роль            |
| ---------------- | --------------- |
| Оуэн Мур         | герцог          |
| Чарльз Инсли     | шут             |
| Мэрион Леонард   | дочь            |
| Линда Арвидсон   |                 |
| Джон Р. Кампсон  |                 |
| Реймонд Хаттон   |                 |
| Анита Хендри     | сообщник дурака |
| Артур В. Джонсон |                 |
| Флоренс Лоуренс  |                 |
| Фред Мейс        |                 |